# Stará Aréna Ostrava
Stará aréna Ostrava je současný nezávislý prostor pro kreativitu a kulturu s kavárnou, barem a divadelním sálem. Každý měsíc připravuje produkce a dramaturgie klubu minimálně 20 akcí pro širokou veřejnost. Dramaturgie je zaměřena zejména na autorskou a alternativní tvorbu ve všech možných uměleckých směrech. Klub se nachází přímo na centrálním Masarykově náměstí.

## Prostory klubu

### Prezentační/zkušební sál
Stará aréna disponuje útulným komorním sálem o celkové kapacitě 50 sedících diváků. Zvláštností tohoto sálu je jeho arénové provedení - diváci vcházejí do hlediště skrz samotné jeviště a usedají na vyvýšenou elevaci nad ním. Sál je vybaven zvukovou, světelnou a projekční aparaturou. Samozřejmostí je klimatizace a typická retro divadelní sklopná sedadla, která byla instalována v roce 2013.

### Kavárna/bar
Stará kavárna je zcela unikátní místo pro posezení s přáteli nebo na pracovní i intimní schůzku. Obývákové vybavení vytváří přátelskou atmosféru. Stará kavárna nabízí několik možností uspořádání, typické kavárenské pro zhruba 50 zákazníků, ale také uspořádání pro konání akcí, přednášek, tiskových konferencí, apod. Takhle uspořádaná kavárna pojme až 100 návštěvníků. Zajímavostí kavárny je dřevěná plastika s hudebním motivem přes celou zeď jako pozůstatek po Divadle hudby.

## Galerie

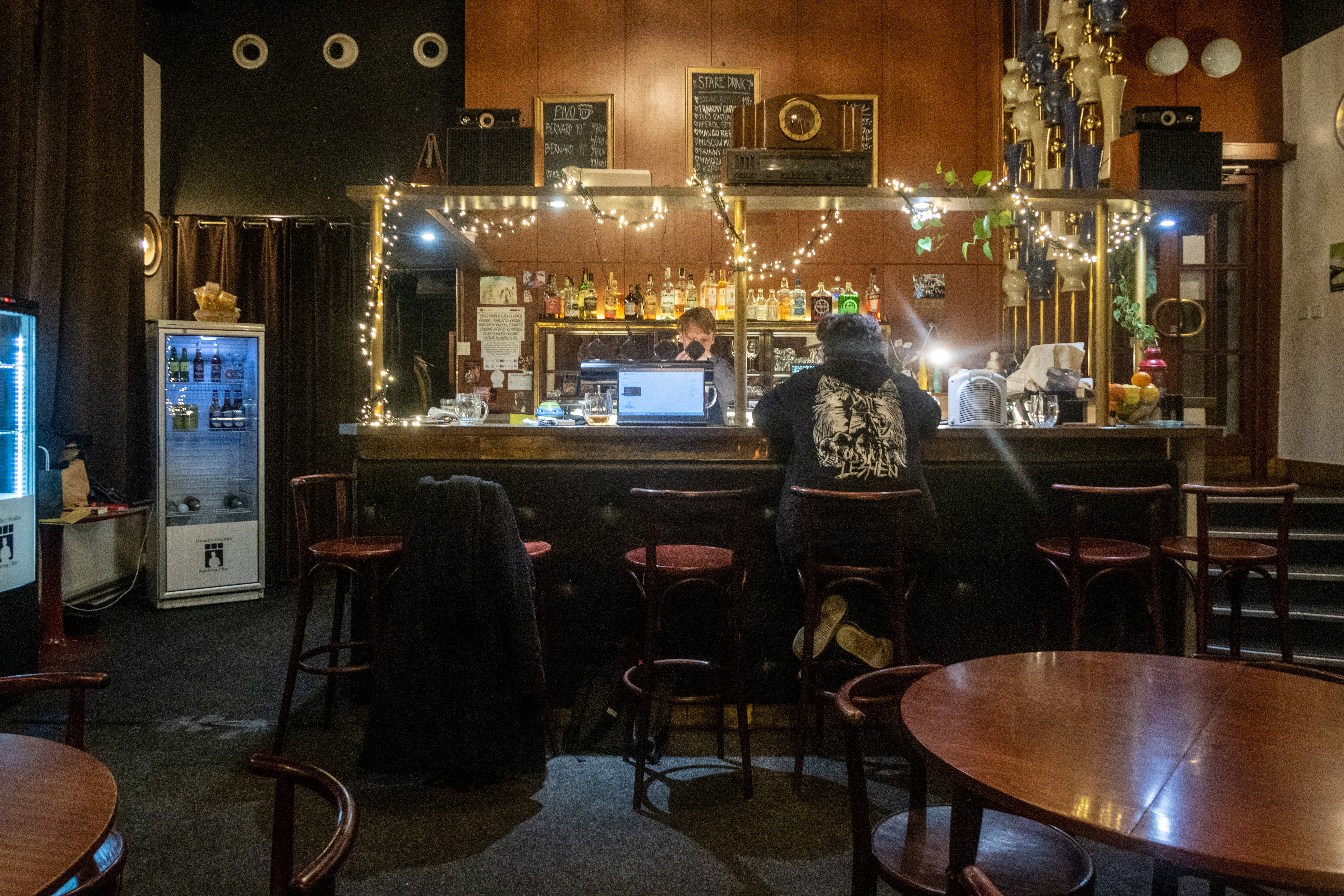
Bar
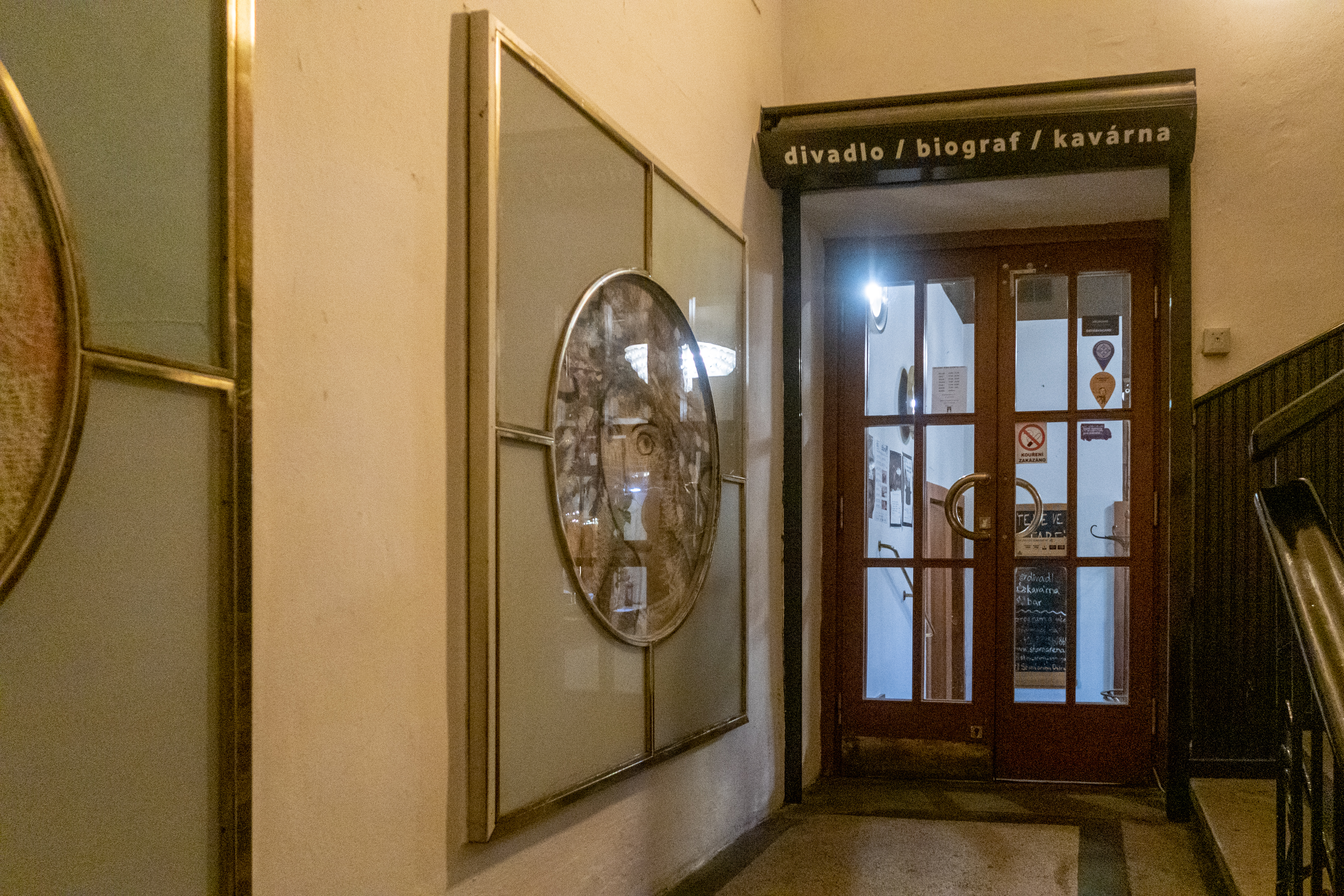
Interiérní vstup
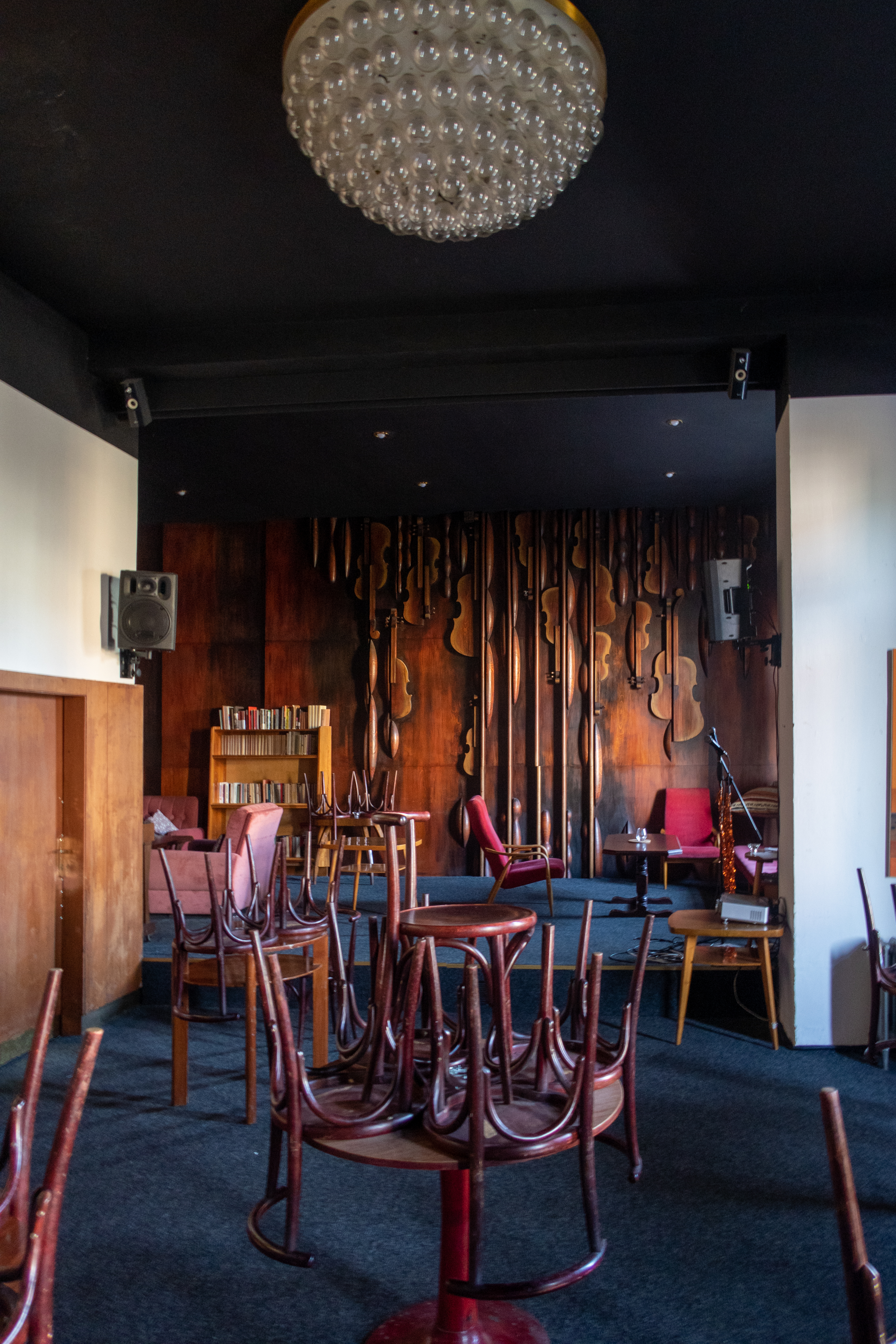
Interiér
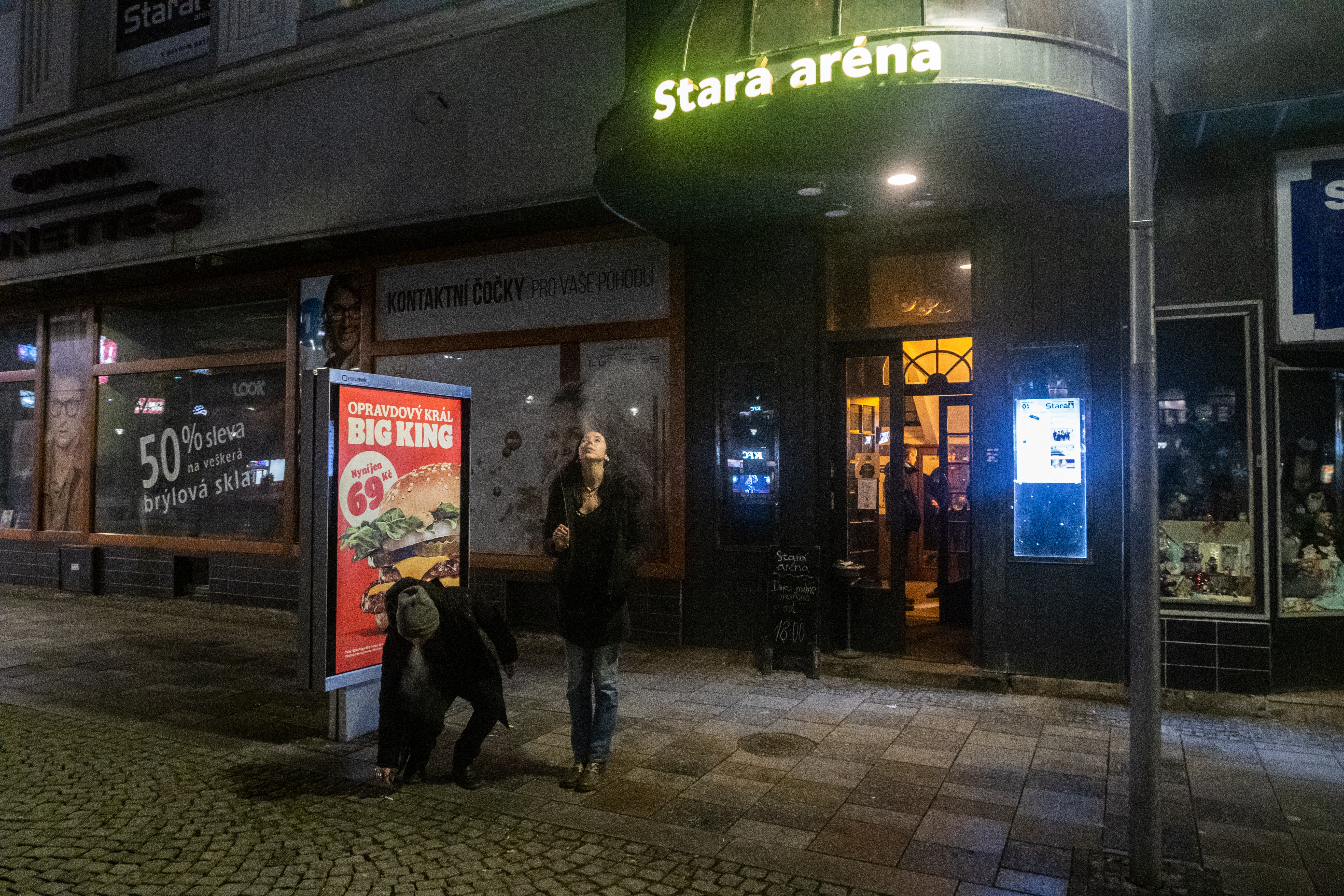
Vchod